# Монарх кайський
Монарх кайський (Symposiachrus leucurus) — вид горобцеподібних птахів родини монархових (Monarchidae). Ендемік Індонезії.

## Поширення і екологія
Кайські монархи є ендеміками островів Кай. Вони живуть в тропічних лісах на висоті до 625 м над рівнем моря.

## Збереження
МСОП вважає стан збереження цього виду близьким до загрозливого. Кайським монархам загрожує знищення природного середовища.